# 만담
만담(漫談)은 재치있고 재미있는 말솜씨로 세상을 풍자하는 등의 이야기를 말하여 청중을 웃기고 즐겁게 하는 코미디 스타일을 말한다.

## 한국의 만담
한국에서는 19세기 후반부터 본격적인 만담가가 등장하게 된다. 전통적으로 있었던 판소리의 소리꾼이 근대화되는 동시에 일본의 영향을 받은 대중적 공연의 한 형태였다. 대표적인 만담가로는 신불출이 있으며 1970년대까지도 활발히 활동한 장소팔, 고춘자가 있다. 현재 전통적인 형식의 만담은 대중매체에서 접해보기 힘들지만 그 형태가 발전된 소위 한국형 스탠드업 코미디라고 불리는 콘서트형 개그 공연이 텔레비전에서 인기를 끌고 있다. 한편 북한에서는 아직도 전통적 형태의 만담이 공연되고 있으며 인기도 많다.

## 미국의 만담
미국 코미디에서는 스탠드업 코미디의 전통이 깊은데 이중에서도 애보트와 코스텔로의 《1루수가 누구야》(Who's on first?,1940)라는 코미디가 가장 만담과 비슷하다.

## 관련 서적
- 만담 백년사-신불출에서 장소팔 고춘자까지, 심재식 편저, 백중당, 2000
- 창가의 토토-김난주옮김,구로야나기 테츠코 편저,이와사키 치히로 그림,프로메테우스 출판사

## 같이 보기
- 야담
- 라쿠고